# Alissonotum piceus
Alissonotum piceus är en skalbaggsart som beskrevs av Fabricius 1775. Alissonotum piceus ingår i släktet Alissonotum och familjen Dynastidae. Inga underarter finns listade i Catalogue of Life.